# ¿Por qué el socialismo?

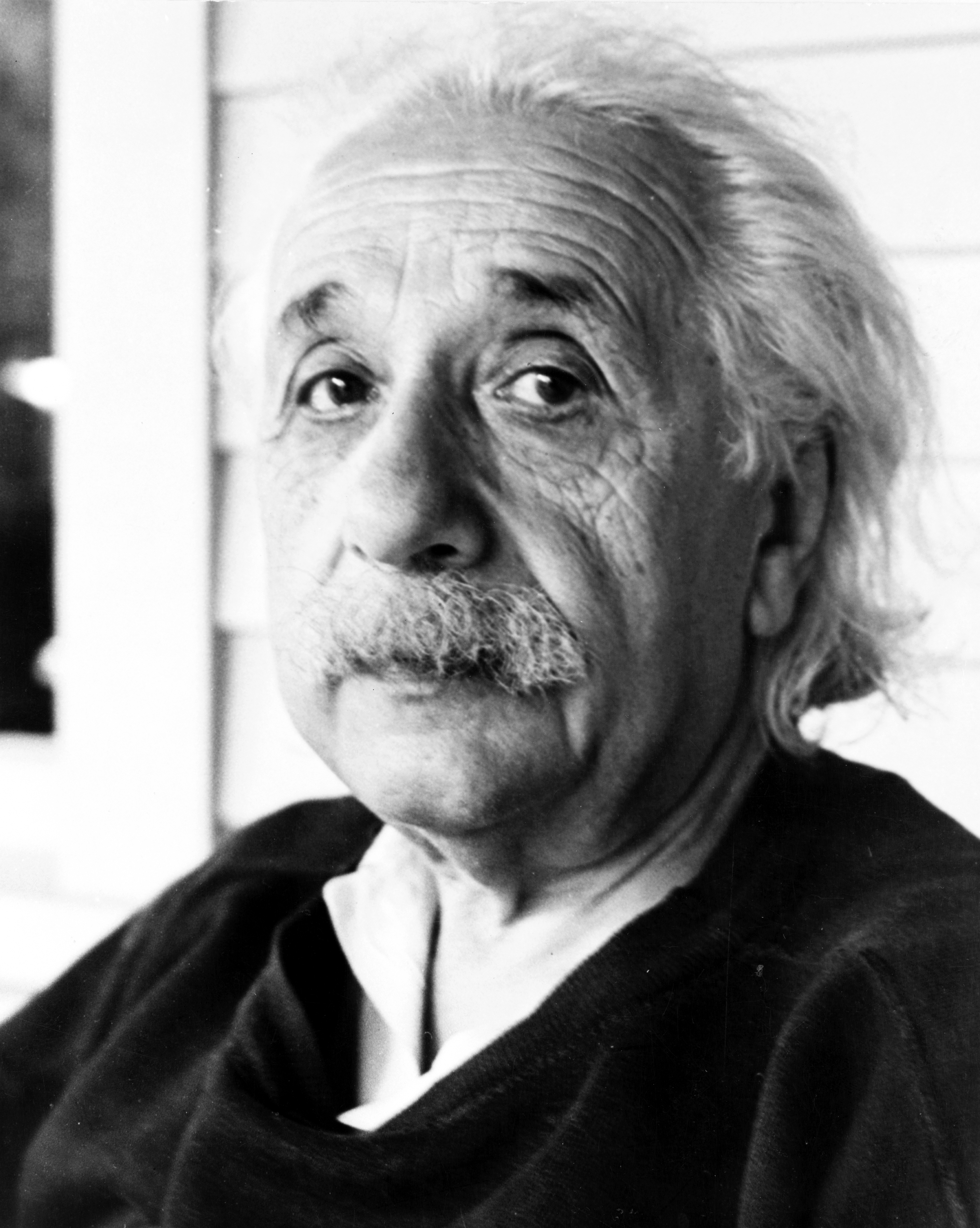
Albert Einstein en sus últimos años (década de 1950).

«¿Por qué el socialismo?» es un artículo de Albert Einstein de mayo de 1949 que apareció en el primer número de la revista socialista Monthly Review. Aborda los problemas del capitalismo, la competencia económica depredadora y la creciente desigualdad de la riqueza. Destaca el control de los medios de comunicación de masas por parte de los capitalistas privados, lo que dificulta que los ciudadanos lleguen a conclusiones objetivas, y que los partidos políticos están influenciados por ricos patrocinadores financieros, lo que da lugar a una «oligarquía del capital privado». Einstein concluye que estos problemas sólo pueden corregirse con una economía planificada que mantenga una democracia estable para proteger los derechos de los individuos, como fase previa a la implantación del socialismo.

## Contenido
Según Einstein, el afán de lucro de una sociedad capitalista, junto con la competencia entre capitalistas, conduce a ciclos innecesarios de auges y depresiones, fomentando en última instancia el egoísmo en lugar de la cooperación. Además, el sistema educativo de una sociedad así se vería gravemente socavado porque la gente se educará sólo para avanzar en sus carreras. El resultado es la «paralización de los individuos» y la erosión de la creatividad humana. La competencia desenfrenada en una sociedad capitalista conduce a un despilfarro masivo de mano de obra. Provoca la anarquía económica, que Einstein denuncia como la verdadera fuente del mal del capitalismo:
«La anarquía económica de la sociedad capitalista tal y como existe hoy en día es, en mi opinión, la verdadera fuente del mal».
Einstein predijo que, en una sociedad capitalista de este tipo, los partidos políticos y los políticos estarían corrompidos por las contribuciones financieras de los grandes propietarios de capital. El sistema «no puede ser controlado eficazmente ni siquiera por una sociedad política organizada democráticamente». El ensayo concluye con el análisis de Einstein sobre cómo resolver estos problemas mediante una economía planificada:
«Estoy convencido de que sólo hay una forma de eliminar estos graves males: establecer una economía socialista acompañada de un sistema educativo orientado a objetivos sociales».
Einstein afirma que una economía planificada que se ajuste a la producción garantizaría el sustento de cada miembro de la sociedad:
«En una economía de este tipo, los medios de producción son propiedad de la sociedad y se utilizan de forma planificada. Una economía planificada, que ajusta la producción a las necesidades de la comunidad, distribuiría el trabajo a realizar entre todos los que puedan trabajar y garantizaría el sustento a cada hombre, mujer y niño. La educación del individuo trataría de desarrollar el sentido de la responsabilidad para con sus semejantes en lugar de glorificar el poder y el éxito en nuestra sociedad actual y promover sus habilidades innatas».
En sus últimas palabras, Einstein advirtió que «una economía planificada no es todavía socialismo», ya que también puede ir acompañada de una burocracia «todopoderosa» que lleve a la «completa esclavización del individuo».

## Motivación
En cuanto a su motivación para publicar el artículo, Einstein creía que Monthly Review sería un buen foro para las ideas socialistas:
«La claridad sobre los objetivos y problemas del socialismo es de enorme importancia en nuestra época de transición. Dado que, en las circunstancias actuales, la discusión accesible y sin trabas de estos problemas se ha convertido en un poderoso tabú, considero que la fundación de esta revista [Monthly Review] es un servicio público de importancia».
«El capital privado tiende a concentrarse en pocas manos, en parte debido a la competencia entre los capitalistas y en parte porque el desarrollo tecnológico y la creciente división del trabajo fomentan la formación de unidades de producción más grandes a expensas de las más pequeñas. El resultado de esta evolución es una oligarquía del capital privado, cuyo enorme poder no puede ser controlado eficazmente ni siquiera por una sociedad política organizada democráticamente. Esto es así porque los miembros de los órganos legislativos son seleccionados por los partidos políticos, financiados en gran medida o influenciados de alguna manera por los capitalistas privados que, a efectos prácticos, separan al electorado de la legislatura. La consecuencia es que los representantes del pueblo no protegen suficientemente los intereses de los sectores más desfavorecidos de la población. Además, en las condiciones actuales, los capitalistas privados controlan inevitablemente, de forma directa o indirecta, las principales fuentes de información (prensa, radio, educación). Por lo tanto, es un reto, y en la mayoría de los casos bastante imposible, que el ciudadano individual llegue a conclusiones objetivas y utilice inteligentemente sus derechos políticos».